# Eutropis multicarinata
Espèce
Synonymes
- Tiliqua multicarinata Gray, 1845
- Mabuya multicarinata (Gray, 1845)
- Mabuya multicarinata borealis Brown & Alcala, 1980

Eutropis multicarinata est une espèce de sauriens de la famille des Scincidae.

## Répartition
Cette espèce se rencontre :
- aux Palaos ;
- dans les îles Talaud en Indonésie ;
- à Taïwan ;
- aux Philippines ;
- en Malaisie orientale.

## Liste des sous-espèces
Selon The Reptile Database (24 septembre 2012) :
- Eutropis multicarinata borealis (Brown & Alcala, 1980)
- Eutropis multicarinata multicarinata (Gray, 1845)

## Publications originales
- Brown & Alcala, 1980 : Philippine Lizards of the family Scincidae. Silliman University natural science monograph series, p. 1-246.
- Gray, 1845 : Catalogue of the specimens of lizards in the collection of the British Museum, p. 1-289 (texte intégral).